# Lichfield (distretto)
Lichfield è un distretto dello Staffordshire, Inghilterra, Regno Unito, con sede nella città omonima.
Il distretto fu creato con il Local Government Act 1972, il 1º aprile 1974 dalla fusione del Municipal borough di Lichfield con la maggior parte del distretto rurale di Lichfield.

## Parrocchie civili
- Alrewas and Fradley
- Armitage with Handsacre
- Burntwood
- Clifton Campville
- Colton
- Curborough and Elmhurst
- Drayton Bassett
- Edingale
- Elford
- Farewell and Chorley
- Fazeley
- Fisherwick
- Hammerwich
- Hamstall Ridware
- Harlaston
- Hints
- King's Bromley
- Lichfield
- Longdon
- Mavesyn Ridware
- Shenstone
- Streethay
- Swinfen and Packington
- Thorpe Constantine
- Wall
- Weeford
- Whittington
- Wiggington and Hopwas